# Wildenburg (Wildhaus)
Die Ruinen der Wildenburg stehen östlich des Dorfes Wildhaus im oberen Toggenburg im Kanton St. Gallen in der Schweiz.

## Lage
Die Ruinen liegen auf einem bewaldeten Felsgrat südlich der Strasse zum Schönenbodensee. Die Höhenburg ist durch einen tiefen Graben vom östlichen Plateau abgetrennt, im Süden fällt der Felsen steil ab und im Norden und Westen bildet das tiefe Tobel der Simmi einen natürlichen Schutz.
Erhalten haben sich die Reste eines Bergfrieds und einer weitläufigen Ringmauer. Im Westen des Turmes mit den Aussenmassen von rund 9 mal 9 Metern finden sich Ruinen eines Gebäudes, wahrscheinlich des Palas.

Wildenburg 1828

## Geschichte
Die Wildenburg wurde um 1200 von den Freiherren von Sax erbaut. 1313 wurde sie an Graf Friedrich IV. von Toggenburg verkauft, 1439 kam sie durch Erbschaft an die Herren von Raron. 1468 wurde sie an das Kloster St. Gallen verkauft. Kurz nach 1660 wurde die Wildenburg von einem Blitzschlag getroffen und brannte aus.
Seit 1998 gehört die Wildenburg der politischen Gemeinde Wildhaus, heute Wildhaus-Alt St. Johann.

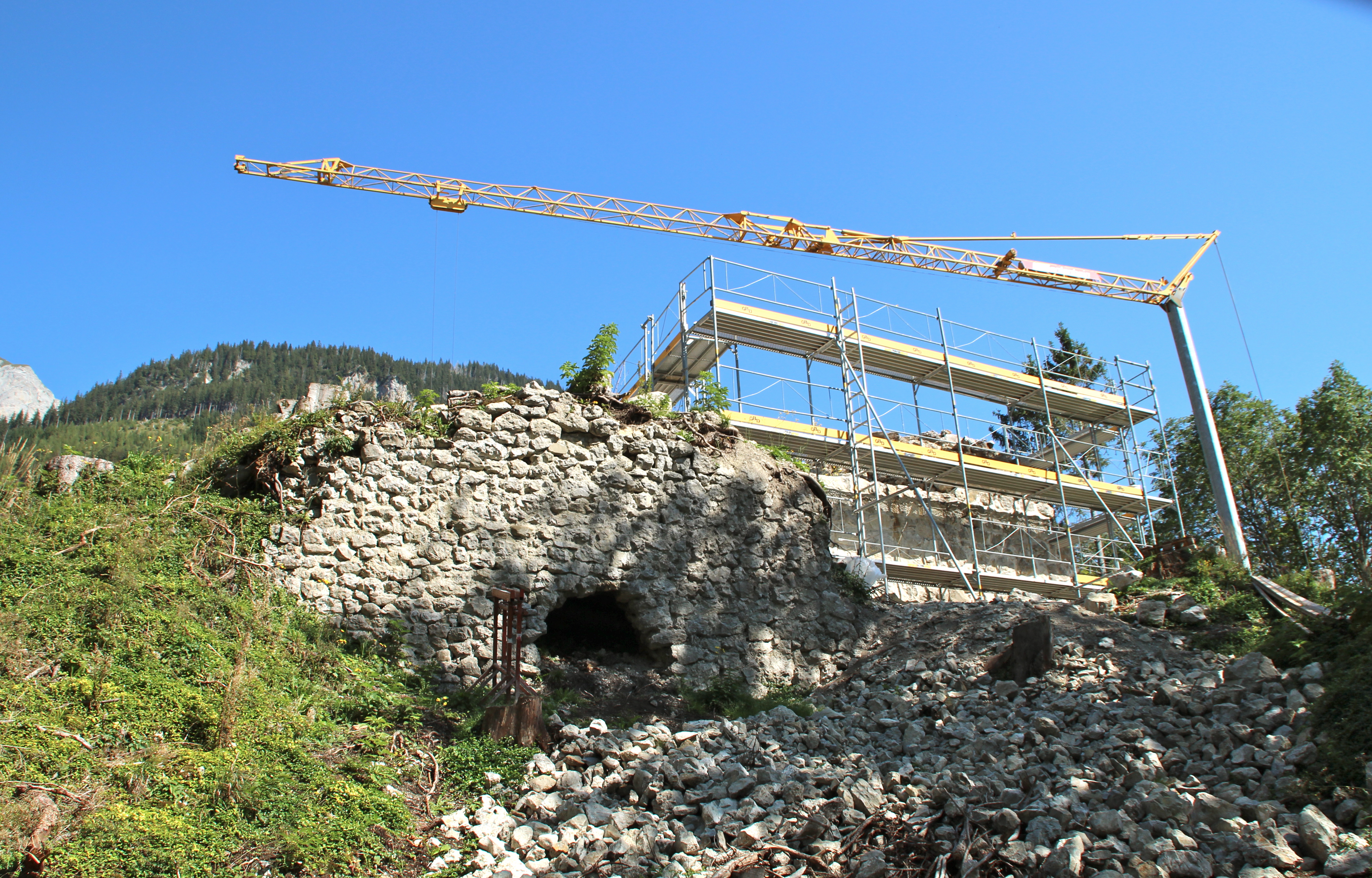
Die Südmauer wird gesichert

Im Januar 2011 wurde mit der Sanierung der vollkommen überwachsenen und vom Zerfall bedrohten Ruinen der Wildenburg begonnen. Rund 80 Kubikmeter, 60 Tonnen Holz, wurden gefällt und mit Helikoptern weggeflogen und verkauft. Das Defizit wurde von der Stiftung eines Feriengastes aus Zürich getragen. Die restaurierte Wildenburg wurde im Juli 2013 offiziell eröffnet.

## Besonderes
- Unter der Burg liegt die während des Zweiten Weltkriegs erbaute rund 100 Meter lange Maschinengewehrkaverne «Wildenburg» A 6005.[4]
- Die Wildenburg ist Schauplatz von mehreren Sagen.[5]